# AZS UKW Bydgoszcz

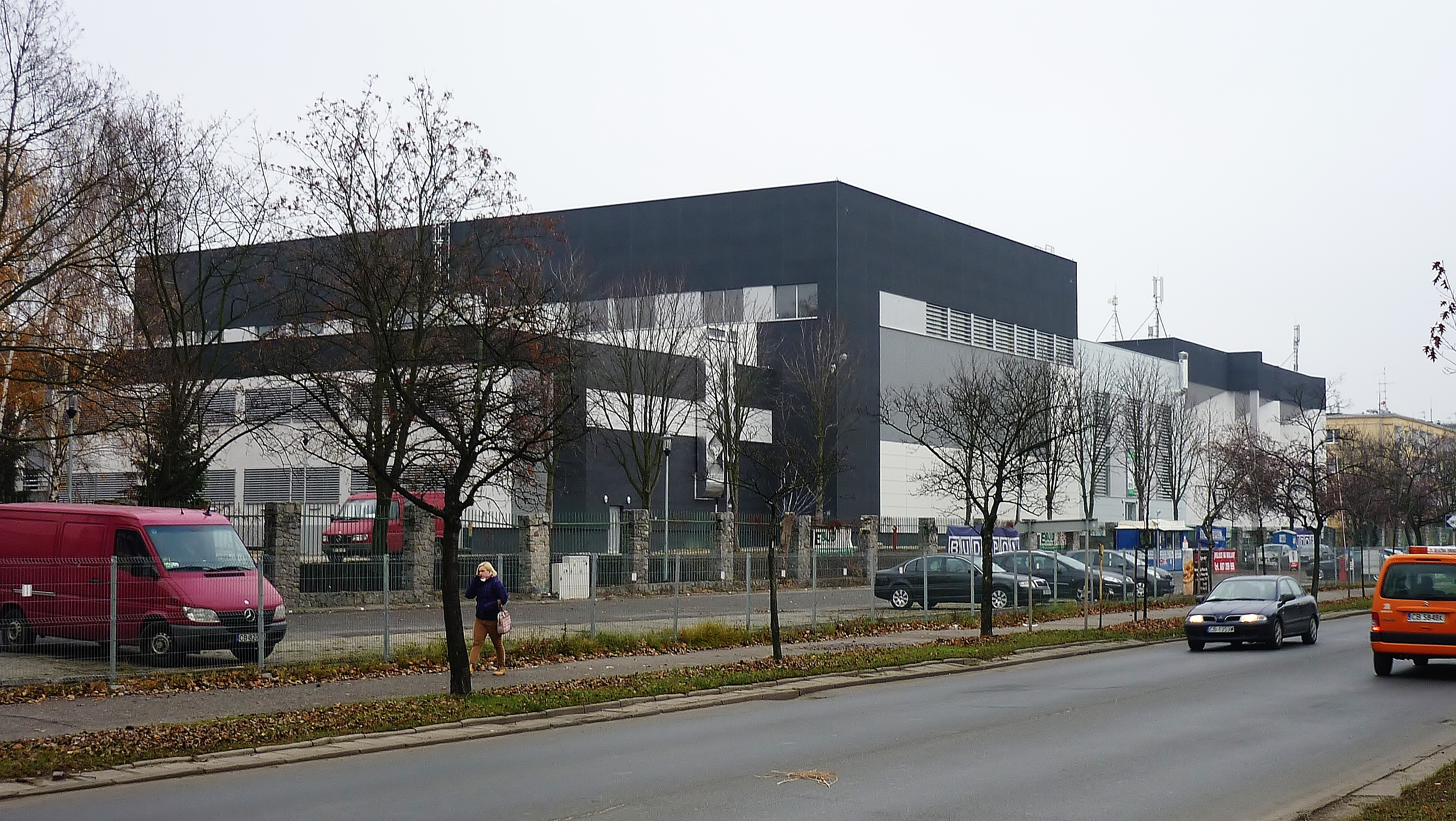
Centrum Sportu Uniwersytetu Kazimierza Wielkiego w Bydgoszczy

Klub Uczelniany Akademickiego Związku Sportowego Uniwersytetu Kazimierza Wielkiego w Bydgoszczy – wielosekcyjny uczelniany klub sportowy działający przy Uniwersytecie Kazimierza Wielkiego w Bydgoszczy.

## Sekcje sportowe
Wykaz sekcji sportowych prowadzonych przez Centrum Edukacji Kultury Fizycznej i Sportu dla studentów UKW w 2016 roku:
- piłka ręczna kobiet i mężczyzn
- sporty siłowe
- piłka siatkowa kobiet i mężczyzn
- pływanie kobiet i mężczyzn
- lekkoatletyka kobiet i mężczyzn
- koszykówka kobiet i mężczyzn
- judo
- tenis stołowy kobiet i mężczyzn
- piłka nożna

### Zespoły ligowe
- AZS UKW Bydgoszcz – męska drużyna piłki ręcznej

## Baza sportowa
KU AZS UKW Bydgoszcz dysponuje obiektami sportowymi na terenie byłego klubu Polonia Bydgoszcz. W 2003 wszystkie obiekty poza stadionem przekazano Uniwersytetowi Kazimierza Wielkiego, który w latach 2008-2013 rozbudował tutaj Centrum Edukacji Kultury Fizycznej i Sportu. Obejmuje ono m.in. halę sportową o pojemności 1,5 tys. widzów, halę sportów walki, basen pływacki, korty tenisowe, boisko piłkarskie. AZS UKW dysponuje również salami gimnastycznymi m.in. w kompleksie przy ul. Grabowej.

## Historia
Początki akademickiego klubu sportowego w Bydgoszczy sięgają 1952 roku i związane są z osobą Teodora Kocerki, który po Igrzyskach Olimpijskich w Helsinkach, gdzie w barwach AZS Warszawa zdobył brązowy medal, wrócił do Bydgoszczy i założył tu klub wioślarski pod szyldem Akademickiego Zrzeszenia Sportowego. Bydgoski AZS istniejący do końca 1956 roku był medalową potęgą. Teodor Kocerka zdobył mistrzostwo Polski w skifie oraz z Antonim Rosołowiczem w dwójce podwójnej. Wanda Adach była mistrzynią na jedynce i z Alicją Mońko na dwójce podwójnej. W barwach AZS Bydgoszcz Teodor Kocerka uczestniczył w Igrzyskach Olimpijskich w Melbourne 1956, gdzie zdobył 4. miejsce w jedynce. 
W latach 60. XX w. wraz z rozwojem szkół wyższych powstał Akademicki Związek Sportowy (AZS) w Bydgoszczy. W 1969 roku powołano AZS-WSN, działający przy Wyższej Szkole Nauczycielskiej. Początkowo miał on charakter szkolno-akademicki (SZS-AZS). W 1971 na Środowiskowej Konferencji AZS w Bydgoszczy ustalono, że Klub Środowiskowy zajmie się sportem wyczynowym (siatkówka, koszykówka, piłka ręczna), a uczelniane kluby AZS – sportem masowym (liga międzyuczelniana w grach zespołowych, lekkoatletyce i pływaniu). W 1972 przyjęto uchwałę, że przy WSN rozwijać się będzie w pierwszej kolejności sekcja siatkówki kobiet. Ogólnomiejski KS AZS liczył 839 członków, co stanowiło 27% ogółu studentów dwóch uczelni: Akademii Techniczno-Rolniczej (ATR) i Wyższej Szkoły Pedagogicznej (WSP).
W latach 70. XX w. w ramach przygotowań do Akademickich Mistrzostw Polski odbywały się rozgrywki środowiskowe, które przekształciły się w Mistrzostwa Szkół Wyższych Bydgoszczy i Torunia (później zwane Akademickimi Mistrzostwami Pomorza), które stanowiły cykl całorocznych rozgrywek w 15 dyscyplinach sportowych. W 1974 AZS-WSP był organizatorem VIII Akademickich Mistrzostw Polski w lekkoatletyce, w których jego reprezentacja zdobyła 1. miejsce w punktacji drużynowej. Od 1975 rozpoczęto wyjazdy na obozy sportowe. W 1976 AZS-WSP posiadał 7 sekcji: lekkoatletykę, pływanie, tenis stołowy, piłkę nożną, ręczną, koszykówkę i siatkówkę. Do sukcesów można zaliczyć awans drużyny piłki ręcznej do II ligi oraz udział koszykarzy w rozgrywkach o wejście do klasy A seniorów i juniorów. Prezesem klubu uczelnianego WSP był doc. dr hab. Włodzimierz Jastrzębski.
W 1979 roku liczba członków AZS-WSP sięgała 400 osób (20% ogółu studentów). Działało 13 sekcji sportowych, w tym trzy sekcje wyczynowe o charakterze międzyuczelnianym i środowiskowym (młodzież szkół podstawowych, ponadpodstawowych i wyższych). W rozgrywkach piłki ręcznej i koszykówki występowały 3 drużyny: seniorzy, juniorzy i juniorzy młodsi. W piłce siatkowej prowadzono dwie drużyny: seniorek: MKS-AZS Pałac Młodzieży (uczestnictwo w rozgrywkach o wejście do II ligi) i seniorów (klasa A). Ponadto istniała sekcja windsurfingu i żeglarstwa. Na corocznych Akademickich Mistrzostwach Pomorza WSP rywalizowało w kategorii kobiet o palmę zwycięzcy z toruńskim UMK. W 1979 wyczynową sekcję siatkówki kobiet przejął Pałac Młodzieży. Dobrze zorganizowana była sekcja piłki ręcznej mężczyzn, która jako jedyna w województwie posiadała prawidłowo zorganizowany cykl szkoleniowy i skupiała łącznie 110 zawodników. Sekcja windsurfingu zajęła 4. miejsce w punktacji zespołowej Mistrzostw Polski.
W latach 1981–1983, mimo regresu w sporcie akademickim, AZS-WSP liczył 280 członków, w 14 sekcjach. Korzystano z obiektów Studium WFiS, KKS Brda, KS Astoria, WKS Zawisza i sali sportowej Technikum Kolejowego. W roku akademickim 1980/81 najbardziej usportowionym wydziałem był Wydział Matematyki i Techniki WSP, a w 1981/82 — Wydział Pedagogiczny WSP. W latach 1983–1986 AZS-WSP zajmował drugie miejsca w Akademickich Mistrzostwach Polski Typu Uczelni (na 11-15 startujących).
W 2002 roku po upadku klubu Polonia Bydgoszcz magistrat Bydgoszczy z ówczesnym prezydentem miasta Konstantym Dombrowiczem przekazał klubowi uczelnianemu majątek KS Polonia. W latach 2008–2013 z udziałem funduszy europejskich rozbudowano bazę sportową klubu. W 2007 roku rozpoczęto budowę silnej drużyny piłki ręcznej mężczyzn. W 2010 i 2014 zespół uzyskał awans na zaplecze ekstraklasy.
KU AZS UKW był kilkukrotnie organizatorem Akademickich Mistrzostw Polski w Wioślarstwie, a w 2016 roku Akademickich Mistrzostw Świata w Strzelectwie.